# Station Maltanka
Station Maltanka is een spoorwegstation in de Poolse plaats Poznań.